# CIWM
| Sigles de 2 caractères   |
| Sigles de 3 caractères   |
| ► Sigles de 4 caractères |
| Sigles de 5 caractères   |
| Sigles de 6 caractères   |
| Sigles de 7 caractères   |
| Sigles de 8 caractères   |

CIWM (Certified International Wealth Management) est un diplôme international, délivré en France par la SFAF (Société Française des Analystes Financiers), et en Suisse par l'AZEK (Swiss Training Centre for Investment Professionals).
Comme le CIIA (Certified International Investment Analyst), le CIWM intègre les spécificités propres au contexte financier national tout en bénéficiant d'une véritable reconnaissance internationale. Il est destiné aux gestionnaires de fortunes en relation avec les clients, gestionnaires d'actifs, gérants de portefeuille, gérants collectifs, conseillers en investissement…
La gestion d'actifs moderne est le perfectionnement des activités traditionnelles de la banque privée. Elle représente aujourd'hui une approche globale et à long terme du suivi du client basée sur une connaissance approfondie de la totalité de son patrimoine et de ses flux de revenus.
Le cycle de formation intègre l'ensemble des connaissances, de l'analyse financière à l'évaluation d'actifs, de la théorie moderne de portefeuille à la finance comportementale, de la fiscalité à la politique commerciale, et les applique aux conseils en investissements financiers. Ce programme, délivré par la SFAF et l'AIWM, est destiné aux professionnels qui travaillent déjà dans la gestion d'actifs ou qui souhaitent évoluer vers ces métiers.